# Broby (Östra Göinge kommun)
 For alternative betydninger, se Broby. (Se også artikler, som begynder med Broby)
Broby er et byområde i Östra Göinge kommun i Skåne län i Sverige. I 2010 var indbyggertallet 2.920.